# Ocotea pullifolia
Ocotea pullifolia är en lagerväxtart som beskrevs av Van der Werff. Ocotea pullifolia ingår i släktet Ocotea och familjen lagerväxter. Inga underarter finns listade i Catalogue of Life.